# Karl-Heinz Leven
Karl-Heinz Leven (* 14. April 1959 in Uerdingen) ist ein deutscher Medizinhistoriker. Seine Forschungsschwerpunkte sind die antike und byzantinische Medizingeschichte, der Hippokratische Eid, Seuchengeschichte, Medizin und Krieg und die Geschichte der Medizinischen Ethik. Er ist Direktor des Instituts für Geschichte und Ethik der Medizin der Universität Erlangen-Nürnberg.

## Leben und Wirken
Leven studierte von 1977 bis 1985 Medizin, Geschichte sowie Klassische Philologie an der Universität Bonn und Düsseldorf. Im Jahr 1985 erhielt er seine Approbation als Arzt. Mit der medizinhistorischen Dissertation Medizinisches bei Eusebios von Kaisareia wurde Leven 1987 bei Hans Schadewaldt an der Universität Düsseldorf zum Doktor der Medizin promoviert.
Von 1986 bis 1987 war Leven wissenschaftlicher Mitarbeiter am Militärgeschichtlichen Forschungsamt Freiburg und anschließend bis 1988 am Düsseldorfer Universitätsinstitut für Geschichte der Medizin.
Seit 1988 arbeitete Leven am Institut für Geschichte der Medizin der Albert-Ludwigs-Universität Freiburg, zunächst als Assistent bei Eduard Seidler, von 1995 bis 1999 als Oberassistent bei Ulrich Tröhler und danach als Akademischer Rat.
1993 habilitierte sich Leven für Geschichte der Medizin und wurde am 1. Februar 2000 außerplanmäßiger Professor an der Universität Freiburg.
Seit 2009 ist er ordentlicher Professor für Geschichte der Medizin und Direktor des Instituts für Geschichte und Ethik der Medizin an der Universität Erlangen.
Am 23. November 2011 wurde Karl-Heinz Leven zum Mitglied (Matrikel-Nr. 7455) der Leopoldina gewählt.

## Veröffentlichungen (Auswahl)
- Medizinisches bei Eusebios von Kaisareia. (= Düsseldorfer Arbeiten zur Geschichte der Medizin. Band 62). Triltsch, Düsseldorf 1987, DNB 870545396.
- als Herausgeber: Selbstbilder des Arztes im 20. Jahrhundert. Medizinhistorische und medizinethische Aspekte. (= Freiburger Forschungen zur Medizingeschichte. Band 16). Schulz, Freiburg im Breisgau 1994, ISBN 3-87733-515-2.
- Hippokrates: Ausgewählte Schriften. Aus dem Griechischen übersetzt und herausgegeben von Hans Diller. Mit einem bibliographischen Anhang von Karl-Heinz Leven. Reclam, Stuttgart 1994, ISBN 3-15-009319-8.
- Krankheiten. Historische Deutung versus retrospektive Diagnose. In: Norbert Paul, Thomas Schlich (Hrsg.): Medizingeschichte: Aufgaben, Probleme, Perspektiven. Frankfurt am Main / New York 1998, S. 153–185.
- Die Geschichte der Infektionskrankheiten. Von der Antike bis ins 20. Jahrhundert. (= Fortschritte in der Präventiv- und Arbeitsmedizin. Band 6). ecomed, Landsberg am Lech 1997, ISBN 3-609-51220-2.
- mit Eduard Seidler: Geschichte der Medizin und der Krankenpflege. 7., überarbeitete und erweiterte Auflage. Kohlhammer, Stuttgart 2003, ISBN 978-3-17-017624-9.
- mit Hans-Georg Hofer (Hrsg.): Die Freiburger Medizinische Fakultät im Nationalsozialismus. (= Katalog einer Ausstellung des Instituts für Geschichte der Medizin der Universität Freiburg). Lang, Frankfurt am Main u. a. 2003, ISBN 978-3-631-50576-2.
- als Herausgeber: Antike Medizin. Ein Lexikon. Beck, München 2005, ISBN 978-3-406-52891-0.
- Geschichte der Medizin – Von der Antike bis zur Gegenwart. (= C. H. Beck Wissen. Nr. 2452). Beck, München 2008, ISBN 978-3-406-56252-5.
- Apolls Sonne über dem Abendland. Medizin zwischen Orient und Okzident. Palm & Enke, Erlangen/Jena 2011, ISBN 978-3-7896-1601-3.
- mit Philipp Rauh: Ernst Wilhelm Baader (1892–1962) und die Arbeitsmedizin im Nationalsozialismus. (= Medizingeschichte im Kontext. Band 18). Lang, Frankfurt am Main u. a. 2013, ISBN 978-3-631-64327-3.
- mit Andreas Plöger (Hrsg.): 200 Jahre Universitätsklinikum Erlangen, 1815–2015. Böhlau, Köln u. a. 2016, ISBN 978-3-412-22543-8.